# 十五祭
- SUPER EIGHTのライブ一覧 > 十五祭
- SUPER EIGHTのライブ一覧 > 十五祭前夜祭

『十五祭』（じゅうごさい）は、2019年7月14日から同年9月3日にかけて開催された、関ジャニ∞のデビュー15周年記念ライブツアー。同年10月30日にINFINITY RECORDSから19枚目のライブDVD/Blu-rayとして発売された。

## 概要

### ライブツアー
- 本ツアーは、2019年7月14日から同年9月3日にかけて開催された、5大ドームツアーである[14][15][16]。
  - ドームツアーとしては、2018年に開催された5大ドームツアー『KANJANI'S EIGHTERTAINMENT GR8EST』以来約1年振り、通算8度目の開催[14][15][16]。
  - ワンマンライブとしては、同年4月23日に開催された、後述の『十五祭前夜祭』から、約3か月振りの開催[注 3]。
- 8周年の『∞祭〜ボクらも8っちゃい、8っちゃけまつり〜』（2012年）、10周年の『十祭』（2014年）と、アニバーサリーイヤーの夏に開催されてきた「祭」ライブの第3弾[24]。
- 2019年9月5日、錦戸亮が同年9月30日をもってジャニーズ事務所からの退所する事と、それに伴い、本ツアーの千秋楽公演（同年9月3日）をもって関ジャニ∞から脱退していた事を発表した[25][26][27]。
  - その為、本ツアーは、錦戸が関ジャニ∞として最後に参加したライブツアーであり[28]、錦戸の関ジャニ∞としてのラストステージとなった[26][27]。
  - 錦戸の脱退が決定した上で本ツアーを6人で決行し、ツアー終了後の発表となった事について、メンバーは「あらゆる選択肢があるなか、正解がわからない上で、15周年のライブまでは何があっても6人で走りきりたい。その上で、ファンの皆さんには。純粋に楽しんで頂きたい、という思いで、15周年ライブが終わるこのタイミングまで、発表を控えさせていただきました」と経緯を説明した[26][27]。
- 本ライブでは、全国5都市のドーム会場で全12公演、計55万人を動員した[29]。

- 本ツアーの内、後述の映像作品で収録される京セラドーム大阪の7月28日公演は、語呂合わせから「728（なにわ）の日」と称しており、自身がこの日に大阪で凱旋ライブを開催するのは初である[30][31]。
  - 尚、この「なにわの日」を受け継ぎ、翌2020年7月28日には、合同ライブイベント『Johnny's DREAM IsLAND 2020→2025 〜大好きなこの街から〜』を開催した[32]。
- 本ツアーの千秋楽公演である東京ドーム公演3日目の9月3日公演にて、自身のライブの通算公演数[注 4]が722回となり、通算観客動員数が1000万人を突破した[14][16][17][18][19]。
  - デビュー前に行っていた大阪松竹座公演では座席数1000人を埋めることが出来なかったが、15年の時を経て、その1000倍である1000万人の動員を果たした[14][17][19]。
  - 尚、所属事務所内では、SMAP（2010年、デビュー19年）、嵐（2015年、デビュー16年）に次ぐ3組目であり[16]、デビュー15年での記録達成は史上最速である[33]。
- 本ツアーの開催に対して、メンバーの大倉忠義は「今年のツアーは15年間のさまざまな関ジャニ∞を詰め込んだ僕たちなりの王道LIVEに出来ればなと思っています! 全ての方への感謝を込めて…全てのeighterに笑顔になってもらえる最高で最強のプレゼント箱を持って6人楽しみに会場でお待ちしています!」と意気込みを述べた[14]。
- 本ツアーのCD及び映像作品販売ブースにて、関ジャニ∞の商品（CD・DVD・Blu-ray）を1点購入時に、『会場限定 ご当地クリアファイル』を1つ先着で配布[34][35]。
  - 同特典は、各会場ごとに「ご当地ロゴ[注 5]」の絵柄が異なっている[35]。
  - ロゴよりも右側は、チケットの券面等、中に入れたものが見える仕様となっている[35]。
  - また、15周年を記念し、自身の過去のシングル・アルバムが全て[注 6]『関ジャニ∞アプリ』に対応する事に伴い、15%オフで再発売しており[36]、これらも即売特典の対象商品となった事から、2019年7月11日・12日付の「オリコンデイリーランキング」では、トップ100の中にシングル37タイトル、アルバム11タイトルの計48タイトルが一気にランクインした[17]。
- 2019年6月22日、本ツアーのティザー映像が公式サイトにて公開された[37][注 7]。

### 映像作品
- 前作『関ジャニ'sエイターテインメント GR8EST』から約9か月振りのリリース。
- 6人体制最後の音楽作品であり、5人体制初のリリース作品。
  - これは、前述の通り、錦戸が2019年9月30日をもってジャニーズ事務所を退所しており[25]、本作が退所後の発売となる為、収録されている映像は6人体制のものであるが、発売時は5人体制である。
- 本作はDVD初回限定盤、DVD通常盤、Blu-ray盤の3形態でリリース。
- 本作には、2019年7月28日の「なにわ（728）の日」に開催された大阪・京セラドーム大阪公演3日目を収録[20][21][22][23]。
- DVD初回限定盤・Blu-ray盤には特典映像を収録した特典DVDまたはBlu-rayを付属。
  - DVD初回限定盤には、本ツアーの千秋楽であり、錦戸の関ジャニ∞としての最後のステージである、同年9月3日の東京ドーム公演の模様も含む、本ツアーのメイキング映像と、MCダイジェスト、更に、日替わりアコースティックコーナーの内、本編映像で収録されていない「クジラとペンギン」と「蒼写真」が、収録公演とは別日の公演で披露された映像を収録[20][21][22][23]。
  - Blu-ray盤には、デビュー前にもライブを行っていた"はじまりの地"である大阪・大阪松竹座で同年4月23日に約13年ぶりに行われたスペシャルライブ『十五祭前夜祭』の模様とメイキング映像、また、ツアー本編で流れる企画映像を収録[20][22]。更に、本編楽曲のうち7曲のマルチアングル映像を収録[38]。

- 本編終了後のエンドロールでは、各DVD盤（初回限定盤・通常盤）は「LIFE〜目の前の向こうへ〜」、Blu-ray盤は「ひとつのうた」の、それぞれ本作のオリジナルリミックスバージョンが使用された[38]。
  - 尚、2022年8月現在、どちらも同バージョンはCD未収録である。
- DVD初回限定盤のみ、先着購入特典として、オリジナル手帳『KANJANI∞SCHEDULE BOOK 2020』を付属[39]。
- 2019年10月5日、本作のライブダイジェスト映像が公式サイト内にて公開された[40]。
- 同年10月19日、本作の各特典映像のトレーラー映像が公式サイト内にて公開された[41]。

#### 各形態概要
| 特典内容                                              | 形態          |
| ----------------------------------------------------- | ------------- |
| 特典DVD（詳細は「#特典映像（DVD初回限定盤）」を参照） | DVD初回限定盤 |
| 「十五祭」オリジナルデジパック+クリアスリーブ仕様     | DVD初回限定盤 |
| ライブフォトブック（72P）                             | DVD初回限定盤 |
| KANJANI∞SCHEDULE BOOK 2020                            | DVD初回限定盤 |
| 特典Blu-ray（詳細は「#特典映像（Blu-ray盤）」を参照） | Blu-ray盤     |
| 「十五祭」オリジナルデジパック+クリアスリーブ仕様     | Blu-ray盤     |

## 公演日程
| 年     | 月  | 日   | 開演時間 | 会場                          |
| ------ | --- | ---- | -------- | ----------------------------- |
| 2019年 | 7月 | 14日 | 16:00    | 札幌ドーム（北海道）          |
| 2019年 | 7月 | 19日 | 18:00    | ナゴヤドーム（愛知県）        |
| 2019年 | 7月 | 20日 | 18:00    | ナゴヤドーム（愛知県）        |
| 2019年 | 7月 | 21日 | 16:00    | ナゴヤドーム（愛知県）        |
| 2019年 | 7月 | 27日 | 18:00    | 京セラドーム大阪（大阪府）    |
| 2019年 | 7月 | 28日 | 18:00    | 京セラドーム大阪（大阪府）    |
| 2019年 | 7月 | 29日 | 18:00    | 京セラドーム大阪（大阪府）    |
| 2019年 | 8月 | 3日  | 17:00    | 福岡ヤフオク!ドーム（福岡県） |
| 2019年 | 8月 | 4日  | 17:00    | 福岡ヤフオク!ドーム（福岡県） |
| 2019年 | 9月 | 1日  | 18:30    | 東京ドーム（東京都）          |
| 2019年 | 9月 | 2日  | 18:30    | 東京ドーム（東京都）          |
| 2019年 | 9月 | 3日  | 18:30    | 東京ドーム（東京都）          |

## 販売形態
- 発売日：2019年10月30日
  - DVD初回限定盤（JABA-5261~5264：4DVD）
    - 『「十五祭」オリジナルデジパック』仕様
    - 『クリアケース』仕様
    - 『ライブフォトブック（72P）』封入
    - 『KANJANI∞ SCHEDULE BOOK 2020』封入（先着購入特典）
    - 『歌詞カード』封入

  - DVD通常盤（JABA-5265~5266：2DVD）
    - 『歌詞カード』封入

  - Blu-ray盤（JAXA-5101~5102：2Blu-ray）
    - 『5.1chサラウンド』収録（Disc 1のみ）
    - 『「十五祭」オリジナルデジパック』仕様（初回プレス分のみ）
    - 『クリアケース』仕様（初回プレス分のみ）
    - 『歌詞カード』封入

## チャート成績
- オリコンチャート
  - 2019年10月29日付の「オリコンデイリー DVDランキング」で初登場1位を獲得した[1]。
  - 2019年10月29日付の「オリコンデイリー ミュージックDVDランキング」で初登場1位を獲得した[2]。
  - 2019年10月29日付の「オリコンデイリー Blu-rayランキング」で初登場1位を獲得した[3]。
  - 初週128,967枚を売り上げ、2019年11月11日付の「オリコン週間 DVDランキング」で週間1位を獲得した[4][5]。
    - 17作連続、通算18作目のDVD1位獲得となった。

  - 初週97,145枚を売り上げ、2019年11月11日付の「オリコン週間 Blu-rayランキング」で週間1位を獲得した[4][6]。
    - 12作連続、通算12作目のBlu-ray1位獲得となった[4]。
    - これにより、「Blu-ray連続1位獲得作品数」及び「Blu-ray通算1位獲得作品数」と、「DVD・Blu-ray同時1位連続獲得作品数」でいずれもオリコンチャート史上歴代1位を記録した[4]。

  - 初週226,112枚を売り上げ、2019年11月11日付の「オリコン週間 ミュージックDVD・Blu-rayランキング」で週間1位を獲得した[4][7]。
    - 10作連続、通算10作目のミュージックDVD・Blu-ray1位獲得となった[注 10]。
    - これにより、「ミュージックDVD・Blu-ray連続1位獲得作品数」及び「ミュージックDVD・Blu-ray通算1位獲得作品数」と、「映像3部門同時1位連続獲得作品数」及び「映像3部門同時1位通算獲得作品数」でいずれもオリコンチャート史上歴代単独1位を記録した[4]。

  - 初週128,967枚を売り上げ、2019年11月11日付の「オリコン週間 ミュージックDVDランキング」で週間1位を獲得した[8]。
    - 18作連続、通算19作目のミュージックDVD1位獲得となった。

  - 初週97,145枚を売り上げ、2019年11月11日付の「オリコン週間 ミュージックBlu-rayランキング」で週間1位を獲得した[9]。
    - 14作連続、通算14作目のミュージックBlu-ray1位獲得となった。

  - 累計241,480枚を売り上げ、2019年度「オリコン年間 ミュージックDVD・Blu-rayランキング」で年間4位を獲得した[10]。
  - 累計138,313枚を売り上げ、2019年度「オリコン年間 ミュージックDVDランキング」で年間5位を獲得した[11]。
  - 累計103,167枚を売り上げ、2019年度「オリコン年間 ミュージックBlu-rayランキング」で年間4位を獲得した[12]。

## 収録内容

### 本編映像（セットリスト）
※ 各DVD盤は、Disc 1にM-1~18、Disc 2にM-19以降を収録。
1. ∞o'clock 19
2. ズッコケ男道
3. がむしゃら行進曲
4. T.W.L
5. 月曜から御めかし
6. Eightopop!!!!!!!
7. ブリュレ
8. 一秒 KISS
9. RAGE

〈企画映像「Lovestagram」〉
1. アイスクリーム / 安田章大・錦戸亮
2. 二人の花 / 丸山隆平・大倉忠義
3. はにかみオブリガード / 横山裕・村上信五
4. I to U
5. Street Blues
6. ここに

〈MC〉
1. Day Dream Believer
2. 花であれ
3. ロイヤルミルクストーリー
4. Black of night
5. Masterpiece
6. 二人の涙雨
7. ナイナイアイラブユー
8. 大阪ロマネスク
9. モンじゃい・ビート
10. crystal
11. ローリング・コースター
12. Tokyoholic
13. 勝手に仕上がれ
14. LIFE〜目の前の向こうへ〜
15. 咲く、今。

〈アンコール〉
1. 〈十五祭シングルメドレー〉
  1. 浪花いろは節
  2. 好きやねん、大阪。
  3. ∞SAKAおばちゃんROCK
  4. イッツ マイ ソウル
  5. 無責任ヒーロー
  6. 急☆上☆Show!!
  7. キング オブ 男!
  8. NOROSHI
  9. へそ曲がり
  10. あおっぱな
  11. なぐりガキBEAT
  12. パノラマ
  13. Wonderful World!!
  14. 罪と夏
  15. 前向きスクリーム!
2. ひとつのうた

〈エンドロール〉
- DVD初回限定盤・DVD通常盤
  - LIFE〜目の前の向こうへ〜 "十五祭" Remix
- Blu-ray盤
  - ひとつのうた "十五祭" Remix

### 特典映像

#### DVD初回限定盤

##### Disc 3
| #         | タイトル                 | 作詞   | 作曲・編曲 | 時間   |
| --------- | ------------------------ | ------ | ---------- | ------ |
| 1.        | 「ツアーメイキング映像」 |        |            | 138:32 |
| 合計時間: | 合計時間:                | 138:32 |            |        |

| #  | タイトル                              | 作詞 | 作曲・編曲 |
| -- | ------------------------------------- | ---- | ---------- |
| 1. | 「無限大」(@東京ドーム／2019年9月3日) |      |            |

##### Disc 4
| #         | タイトル                                               | 作詞 | 作曲・編曲 | 時間 |
| --------- | ------------------------------------------------------ | ---- | ---------- | ---- |
| 1.        | 「クジラとペンギン」(@京セラドーム大阪／2019年7月27日) |      |            | 4:00 |
| 2.        | 「蒼写真」(@東京ドーム／2019年9月3日)                  |      |            | 3:59 |
| 合計時間: | 合計時間:                                              | 7:59 |            |      |

| #         | タイトル           | 作詞  | 作曲・編曲 | 時間  |
| --------- | ------------------ | ----- | ---------- | ----- |
| 1.        | 「MCダイジェスト」 |       |            | 68:43 |
| 合計時間: | 合計時間:          | 68:43 |            |       |

#### Blu-ray盤

##### Disc 1
| #         | タイトル                                   | 作詞  | 作曲・編曲 | 時間 |
| --------- | ------------------------------------------ | ----- | ---------- | ---- |
| 1.        | 「ズッコケ男道」                           |       |            | 3:48 |
| 2.        | 「アイスクリーム」(安田章大・錦戸亮)       |       |            | 3:25 |
| 3.        | 「二人の花」(丸山隆平・大倉忠義)           |       |            | 3:00 |
| 4.        | 「はにかみオブリガード」(横山裕・村上信五) |       |            | 3:47 |
| 5.        | 「Masterpiece」                            |       |            | 3:32 |
| 6.        | 「勝手に仕上がれ」                         |       |            | 4:25 |
| 7.        | 「咲く、今。」                             |       |            | 5:03 |
| 合計時間: | 合計時間:                                  | 27:00 |            |      |

##### Disc 2
| #         | タイトル            | 作詞  | 作曲・編曲 |
| --------- | ------------------- | ----- | ---------- |
| 1.        | 「旅人」            |       |            |
| 2.        | 「DREAMIN' BLOOD」  |       |            |
| 3.        | 「Cool magic city」 |       |            |
| 4.        | 「Eden」            |       |            |
| 5.        | 「Heavenly Psycho」 |       |            |
| 6.        | 「Do you agree?」   |       |            |
| 7.        | 「crystal」         |       |            |
| 8.        | 「大阪ロマネスク」  |       |            |
| 合計時間: | 合計時間:           | 79:40 |            |

| #         | タイトル                                                         | 作詞  | 作曲・編曲 | 時間  |
| --------- | ---------------------------------------------------------------- | ----- | ---------- | ----- |
| 1.        | 「十五祭前夜祭メイキング映像」                                   |       |            | 38:33 |
| 2.        | 「企画映像「Lovestagram」」                                      |       |            | 52:00 |
| 3.        | 「企画映像「エイトショッピング〜キャンジャニポーチ編〜」」       |       |            | 1:22  |
| 4.        | 「企画映像「エイトショッピング〜キングオブマジカルバンド編〜」」 |       |            | 2:31  |
| 合計時間: | 合計時間:                                                        | 94:26 |            |       |

## 演出

### 基本演出
- 各会場には日替わりで、メンバーの姿を模したぬいぐるみ「GR8EST BOY」が設置された[43]。

- ステージは、過去の作品のジャケット写真や、過去の楽曲をモチーフにしたセットとなっている[44]。

- オープニング映像『関八絵巻』は、アニメーションながら、元メンバーの渋谷すばると内博貴を加えた8人の姿が描かれ、関ジャニ∞の結成から17年を振り返る映像となっている[45]。
  - また、同映像のナレーションは、関ジャニ∞の冠番組であるテレビ朝日系『関ジャム 完全燃SHOW』で支配人を務める、俳優の古田新太が担当している[45]。
  - 同映像の監督は、関ジャニ∞の「あおっぱな」のミュージック・ビデオの監督も務めた関和亮が担当している[46]。
- 関ジャニ∞が作詞を担当した「∞o'clock 19」は、本ライブ用に「∞o'clock」から歌詞を変更しており、「15周年仕様」となっている[45]。
  - 尚、2022年8月現在、同バージョンはCD未収録である。
- 「T.W.L」では、同曲がオープニングテーマに起用されたテレビ朝日系アニメ『クレヨンしんちゃん』から、主人公の野原しんのすけがVTR出演し、「15周年おめでとうございます〜。ダンスもキレキレでかっこよかったぞ!」と、関ジャニ∞の15周年を祝福した[19]。
- 錦戸が作詞を担当した「月曜から御めかし」では、村上がMCを務める日本テレビ系『月曜から夜ふかし』を彷彿とさせるタイトルとなっている[47]事から、村上と共にMCを務める、タレントのマツコ・デラックスのイラストが登場した[19]。
- Instagramを模した企画映像「Lovestagram」では、自身のコントキャラクター『エイトレンジャー』や自身が女装したガールズユニット『キャンジャニ∞』VTRで出演した[19][48]。

- 安田と錦戸のユニット曲「アイスクリーム」では、錦戸の提案により、マイクが『チョコモナカジャンボ』の形になった[49]。
  - また、安田と錦戸のそれぞれの衣装には、『チョコモナカジャンボ』のパッケージのカラーが差し色で入っている[50]。
- 丸山と大倉のユニット曲「二人の花」は、「一度も映像化されていない曲[注 11]」と言う理由から、大倉の発案により選曲された[51]。
- 横山と村上のユニット曲「はにかみオブリガード」は、「15周年ならではの"新しい形"を見せられたら」との横山の発案から、横山はトランペット、村上はキーボードを、本ツアーのオリジナルアレンジで演奏を行った[52]。
  - 尚、当初は「楽器だけでやろうか」と2人で話し合っていたが、大倉から「ダンスもある方が良い」との助言から、両方取り入れる演出となった[52]。
- 「Street Blues」では、イスに腰掛けて大人の雰囲気で6人のハーモニーを奏でる演出となっており、安田は「ずっと生歌で挑戦してきたからこそ出来る曲」と同曲を評価した[52]。
- 中盤にはバンドスタイルでアコースティックコーナーを実施[53]。

- 「二人の涙雨」と「ナイナイアイラブユー」では、スタンドマイクを使用した演出となっており、「二人の涙雨」は約12年振り、「ナイナイアイラブユー」はライブ初披露となった[53]。
  - また、「ナイナイアイラブユー」では、横山がトランペットを披露した[53]。
- ライブ当時最近シングルであった「crystal」や代表曲「LIFE〜目の前の向こうへ〜」等、計5曲（前述のアコースティックコーナーを含めると計8曲）がバンドスタイルで楽曲が披露された[54]。
  - この内、「ローリング・コースター」「Tokyoholic」「勝手に仕上がれ」は6人体制で初披露された[54]。
  - また、「LIFE〜目の前の向こうへ〜」では、これまでの15年間のライブ映像が映し出され、過去と今がリンクするような演出となっており、当時の渋谷や内の姿も映し出された[19]。
- アンコールでは、「十五祭シングルメドレー」と題し、過去のシングル15曲をメドレーで歌い継ぎ、モニターには各曲のミュージック・ビデオが映し出された[55]。
- 千秋楽公演では、前述の通り、関ジャニ∞の通算観客動員数が1000万人を突破し、アンコール終了後に、モニターで15年間の写真と共に「15→16」「to be continued」の文字が映し出された[56]。

### GR8EST BOY
- 各会場には、日替わり（グッズのプレ販売日を含む）で、過去の衣装を身にまとった、メンバーの姿を模したぬいぐるみ「GR8EST BOY」が設置された[43]。
- 本ツアーの千秋楽公演には、元メンバーの渋谷すばると内博貴の「GR8EST BOY」も設置され、ぬいぐるみではあるが、8人揃った関ジャニ∞を見せた[57][19]。

#### 設置日程（GR8EST BOY）
| 日程    | メンバー                                     | 衣装 | 会場                          |
| ------- | -------------------------------------------- | --- | ----------------------------- |
| 7月13日 | 横山                                         | デビューシングル『浪花いろは節』                                                                                | 札幌ドーム（北海道）          |
| 7月14日 | 村上                                         | デビューシングル『浪花いろは節』                                                                                | 札幌ドーム（北海道）          |
| 7月18日 | 丸山                                         | デビューシングル『浪花いろは節』                                                                                | ナゴヤドーム（愛知県）        |
| 7月19日 | 安田                                         | デビューシングル『浪花いろは節』                                                                                | ナゴヤドーム（愛知県）        |
| 7月20日 | 錦戸                                         | デビューシングル『浪花いろは節』                                                                                | ナゴヤドーム（愛知県）        |
| 7月21日 | 大倉                                         | デビューシングル『浪花いろは節』                                                                                | ナゴヤドーム（愛知県）        |
| 7月26日 | GR8EST BABY                                  | GR8EST BABY | 京セラドーム大阪（大阪府）    |
| 7月27日 | 安田・錦戸                                   | 大阪松竹座時代のTシャツ                                                                                         | 京セラドーム大阪（大阪府）    |
| 7月28日 | 丸山・大倉                                   | 大阪松竹座時代のTシャツ                                                                                         | 京セラドーム大阪（大阪府）    |
| 7月29日 | 横山・村上                                   | 大阪松竹座時代のTシャツ                                                                                         | 京セラドーム大阪（大阪府）    |
| 8月3日  | 村上・丸山・錦戸                             | ユニット曲「ビースト!!」                                                                                        | 福岡ヤフオク!ドーム（福岡県） |
| 8月4日  | 横山・安田・大倉                             | ユニット曲「狩(仮)」                                                                                            | 福岡ヤフオク!ドーム（福岡県） |
| 8月31日 | 横山・村上・丸山・安田・錦戸・大倉           | 横山・丸山：ユニット曲「パンぱんだ」 村上：TAKATSU-KING 安田：ソロ曲「わたし鏡」 錦戸・大倉：ユニット曲「torn」 | 東京ドーム（東京都）          |
| 9月1日  | 横山・村上・丸山・安田・錦戸・大倉           | エイトレンジャー                                                                                                | 東京ドーム（東京都）          |
| 9月2日  | 横山・村上・丸山・安田・錦戸・大倉           | ライブツアー『全国47都道府県 完全制覇!!関ジャニ∞ えっ!ホンマ!?ビックリ!! TOUR 2007』OP衣装（特攻服）            | 東京ドーム（東京都）          |
| 9月3日  | 横山・渋谷・村上・丸山・安田・錦戸・大倉・内 | デビューシングル『浪花いろは節』                                                                                | 東京ドーム（東京都）          |

### ステージセット
※過去の作品がモチーフとなったセットは以下の通り。
- ジュークボックス→『JUKE BOX』
  - 『感謝=∞』
  - 『KJ1 F・T・O』
  - 『JUKE BOX』
  - 『PUZZLE』
  - 『関ジャニズム』
  - 『8UPPERS』
  - 『8EST』
  - 『関ジャニ∞の元気が出るCD!!』
  - 『ジャム』
  - 『GR8EST』
  - 『KJ2 ズッコケ大脱走』
- 「ICE CREAM」→「アイスクリーム」
  - 店内看板には歌詞が散りばめられている。
    - 「Vannilla」
    - 「Strawberry」
    - 「Chocolate」
    - 「誰にも渡さない甘く冷たいアイスクリーム」

  - 店内には関ジャニ∞がタイアップを務める『チョコモナカジャンボ』と『バニラモナカジャンボ』もある。
- 「Eight popcorn!!!」→「Eightopop!!!!!!!」
- 「Blues Street」→「Street Blues」
- 「Zukkoke Otokomichi」→「ズッコケ男道」
- 「Rolling coaster」→「ローリング・コースター」
- 「Midosuji」→「大阪ロマネスク」[注 16]
- 敷き詰められたパズル→『PUZZLE』
- クリスタル→「crystal」
- 「Creme Brulee」→「ブリュレ」
- 「Jam」→『ジャム』

### アコースティックコーナー
※披露された楽曲は以下の通り。
1. Day Dream Believer
2. クジラとペンギン
3. 花であれ
4. ロイヤルミルクストーリー
5. 蒼写真 ※東京ドーム公演から。

- 上記5曲の内、毎公演2曲ずつ日替わりで演奏された[53]。
  - 尚、映像作品の収録公演である京セラドーム大阪の7月28日公演のみ、3曲披露された。
- 演奏する順番は常に規則的な周期では無く、これは大倉による「途中で順番を変えて、みんなが予想出来ない様にした」との思惑があった[53]。
- 「蒼写真」は東京ドーム公演（9月1日 - 3日）からの披露となるが、これは大倉の「東京は前公演（福岡公演、8月3日・4日）から1か月空くから、他に出来る事があれば」との想いから追加された[53]。
  - 同曲では、錦戸が間奏パート等でおもちゃのピアノを演奏しており、切なく優しい音色が響き渡る演出となっていた[53]。
- 映像作品の本編映像に収録されなかった「クジラとペンギン」と「蒼写真」は、DVD初回限定盤の特典DVDに収録されている[21][22]。

### Lovestagram
- Instagramを模した『Lovestagram』と言う架空のサイトに投稿する為に「ラブラブ2shot写真」を撮影する企画映像[48]。
- 自身のコントキャラクター『エイトレンジャー』や自身が女装したガールズユニット『キャンジャニ∞』VTRで出演しており、「都内某所で密かに行われたエイトレンジャーとキャンジャニ∞のコラボパーティー」と言う設定で「ラブスタグラマー」からの指令による「ラブラブ2shot写真」を撮影するゲームを行った[19][48]。
  - エイトレンジャーは約3年振り、キャンジャニ∞は約4年振りの登場となった。
- 各公演のVTR映像として流れており、全て映像作品のBlu-ray盤の特典映像に収録されている[21][22]。

#### メンバー紹介（Lovestagram）
| メンバー | エイトレンジャー | キャンジャニ∞ |
| -------- | ---------------- | ------------- |
| 横山裕   | ブラック         | 横子          |
| 村上信五 | ナス             | 村子          |
| 丸山隆平 | オレンジ         | 丸子          |
| 安田章大 | ブルー           | 安子          |
| 錦戸亮   | イエロー         | 錦子          |
| 大倉忠義 | グリーン         | 倉子          |

#### 実施内容（Lovestagram）
| 日程    | 指令内容                                                                     | 参加メンバー               | 参加メンバー     | 会場                          |
| 日程    | 指令内容                                                                     | エイトレンジャー           | キャンジャニ∞    | 会場                          |
| ------- | ---------------------------------------------------------------------------- | -------------------------- | ---------------- | ----------------------------- |
| 7月14日 | 【イチゴをあ〜んで食べさせ合う】 ラブスタグラマー：イエロー 対象：丸子・倉子 | ブラック、ブルー、イエロー | 村子、丸子、倉子 | 札幌ドーム（北海道）          |
| 7月19日 | 【腕を絡ませて飲み物を飲む】 ラブスタグラマー：村子 対象：ブラック・丸子     | ブラック、ブルー、イエロー | 村子、丸子、倉子 | ナゴヤドーム（愛知県）        |
| 7月20日 | 【タガメを口で挟む】 ラブスタグラマー：ブラック 対象：ブルー・倉子           | ブラック、ブルー、イエロー | 村子、丸子、倉子 | ナゴヤドーム（愛知県）        |
| 7月21日 | 【口で輪ゴム渡し】 ラブスタグラマー：村子 対象：丸子・イエロー               | ブラック、ブルー、イエロー | 村子、丸子、倉子 | ナゴヤドーム（愛知県）        |
| 7月27日 | 【ひざ枕でイチャつく】 ラブスタグラマー：イエロー 対象：ブラック・丸子       | ブラック、ブルー、イエロー | 村子、丸子、倉子 | 京セラドーム大阪（大阪府）    |
| 7月28日 | 【ティッシュで鼻こより】 ラブスタグラマー：イエロー 対象：ブラック・村子     | ブラック、ブルー、イエロー | 村子、丸子、倉子 | 京セラドーム大阪（大阪府）    |
| 7月29日 | 【壁ドン&一言】 ラブスタグラマー：ナス 対象：横子・錦子                      | ナス、オレンジ、グリーン   | 横子、安子、錦子 | 京セラドーム大阪（大阪府）    |
| 8月3日  | 【後ろからハグ&タガメとキス】 ラブスタグラマー：グリーン 対象：横子・錦子    | ナス、オレンジ、グリーン   | 横子、安子、錦子 | 福岡ヤフオク!ドーム（福岡県） |
| 8月4日  | 【鼻キス】 ラブスタグラマー：安子 対象：横子・錦子                           | ナス、オレンジ、グリーン   | 横子、安子、錦子 | 福岡ヤフオク!ドーム（福岡県） |
| 9月1日  | 【キス】 ラブスタグラマー：グリーン 対象：横子・安子                         | ナス、オレンジ、グリーン   | 横子、安子、錦子 | 東京ドーム（東京都）          |
| 9月2日  | 【ソーセージを食べる】 ラブスタグラマー：オレンジ 対象：ナス・グリーン       | ナス、オレンジ、グリーン   | 横子、安子、錦子 | 東京ドーム（東京都）          |
| 9月3日  | 【ヤモリをくわえる】 ラブスタグラマー：錦子 対象：ナス・グリーン             | ナス、オレンジ、グリーン   | 横子、安子、錦子 | 東京ドーム（東京都）          |

## 十五祭前夜祭
『十五祭前夜祭』（じゅうごさいぜんやさい）は、2019年4月23日に大阪・大阪松竹座で関ジャニ∞のシークレットワンマンライブ。本項映像作品『十五祭』Blu-ray盤の特典Blu-rayに収録された。

### 概要（十五祭前夜祭）
- 本公演は、2019年4月23日に大阪・大阪松竹座で開催された、シークレットワンマンライブである[20][60][61]。
  - 松竹座は、関ジャニ∞が結成される前から舞台やライブを行ってきた会場である[60][61]。
  - ファンクラブ会員限定の「関ジャニ∞ 出演 インフィニティ・レコーズ撮影協力」という募集で集められたライブであり、2019年6月22日に、メンバーの丸山隆平がMCを務めるMBS/TBS『サタデープラス』にて、"関ジャニ∞スペシャル映像"として「十五祭 ティザー映像」が解禁され、公式サイトにも同様の映像が公開されるまで、ライブ自体はおろか、撮影協力の内容までもが非公開となっていた[37][62]。
  - 当初は、本公演の会場の場所も非公開であった為、一度大阪・なんばHatchに集合させられ、そこで渡された資料に松竹座までの地図が書いてあり、最終的に松竹座まで移動して本公演を撮影する事となった[62]。
- 自身の松竹座でのワンマンライブとしては、2006年に開催された『関ジャニ∞ サマースペシャル2006 Another's "ANOTHER"』[注 17]以来、約13年振りとなる[63]。
- 本公演のタイトル『十五祭前夜祭』は本項映像作品『十五祭』の情報解禁と同時に、同年9月3日に解禁された[20][60][61]。
  - 当初は、ライブタイトルが『関ジャニ∞松竹座』であり[64]、曲順も「大阪ロマネスク」が本編最後（M-7）、「crystal」がアンコール（M-Enc.1）と言う構成だった[64]。
- 本公演の模様などは、本項ライブツアー『十五祭』のライブパンフレット『パンフレット〜15年前の今日の日も〜』にて先行公開されており、ライブ映像に関しては、ツアー開演前のモニターにて一部先行公開されていた[61]。
  - 尚、本公演の翌日には、同パンフレットの撮影で、デビューシングル『浪花いろは節』のミュージック・ビデオの撮影スタジオをメンバーが訪れていた[60]。

### セットリスト（十五祭前夜祭）
※出典を参照。
1. 旅人
2. DREAMIN' BLOOD
3. Cool magic city

＜MC＞
1. Eden
2. Heavenly Psycho
3. Do you agree?
4. crystal

＜MC＞
1. 大阪ロマネスク

### 演出（十五祭前夜祭）
- 本公演のメンバーの楽屋には、スタッフの計らいから、大阪松竹座でライブや舞台の公演を行っていた当時を再現されていた[63]。
  - メンバーの楽屋の入口には、2003年に松竹座で開催された舞台作品及びワンマンライブ『関ジャニ8 サマースペシャル DOUTON BOYS』のポスターを貼られていた[63]。
  - また、楽屋の部屋割りも、横山・村上、丸山・安田、錦戸・大倉と言った、松竹座時代の部屋割りのままであった[66][63]。
- 「旅人」や「Eden」等、松竹座時代に披露していた楽曲や、ライブ開催当時最新シングルであった「crystal」等、計8曲を披露した[60]。
- 本公演が登場の仕方や衣装、演出も松竹座公演を行っていた当時のものを再現している[61]。
- 1曲目の「旅人」では、メンバーのマイクが上手く作動せず、客席にメンバーの声が返らないトラブルが発生し、急遽登場からやり直す事態となった[67]。
  - トラブルが復旧までは、過去に松竹座でトラブルが多くあった事や、同曲で丸山の振付が崩れていた事等、メンバーがMCで時間を繋いだ[68]。
  - 尚、このトラブルの模様は全て映像作品に収められているが、映像ではメンバーの声は異常無く収録されている。
- 「Eden」以降は、本公演の為に制作された、各メンバーカラーのスーツに着替えて演奏を行った[62]。
- 「Eden」「Heavenly Psycho」「Do you agree?」「crystal」の計4曲が、バンドスタイルで披露された[65]。
  - 尚、「crystal」は本公演でライブ初披露となった[60]。
  - 「Heavenly Psycho」を除き、全て6人体制で初披露された[65]。